# Istanbul Sapphire
Istanbul Sapphire is een multifunctioneel appartementencomplex in het Europese deel van Istanboel, Turkije.
De wolkenkrabber heeft een hoogte van 261 meter. Het telt 66 verdiepingen en is medio 2009 geopend. Het dak ligt op 238 meter hoogte, daarbovenop staat een constructie van 27 meter dat een onderdeel van het ontwerp is, geen antennes bevat en derhalve meetelt in de hoogte van het gebouw. Met die 261 m hoogte was het bij opening het op drie na hoogste gebouw van Europa. In 2022 was het nog net niet uit de Top 20 verdwenen. 
In het gebouw bevinden zich onder andere een ondergrondse parkeergarage, een modern winkelcentrum van 46.000 m², een golfbaan en diverse restaurants.